# Abastecimiento de agua y saneamiento en Estados Unidos
El suministro de agua y saneamiento en los Estados Unidos  es proporcionado por pueblos y ciudades, las empresas de servicios públicos que abarcan varias jurisdicciones y las cooperativas rurales. Cerca de 15 millones de estadounidenses son atendidos por sus propios pozos. Los sistemas de suministro de agua y saneamientos están regulados por el estado a nivel de comisiones reguladoras y la EPA. El consumo de agua en los EE. UU. es el más alto en el mundo y las tarifas del agua (tasas) son las más bajas en el mundo desarrollado.

## Acceso
|             |                      | Urbana (88% de la población) | Rural (20% de la población) | Total |
| ----------- | -------------------- | ---------------------------- | --------------------------- | ----- |
| Agua        | Definición amplia    | 100                          | 100%                        | 100%  |
|             | Conexiones a hogares | 100%                         | 100%                        | 100%  |
| Saneamiento | Definición amplia    | 100%                         | 100%                        | 100%  |
|             | Alcantarillado       | 95%                          | 33%                         | 83%   |

El acceso a la mejora de abastecimiento de agua y saneamiento en los Estados Unidos es universal. Sin embargo, el acceso a mejores servicios de saneamiento es a través de diferentes tecnologías en función de las circunstancias locales. El 83% de los hogares están abastecidos por el alcantarillado (95% en las zonas urbanas y el 33% en las zonas rurales) y el resto es abastecido por sobre los sistemas de saneamiento en el sitio, tales como fosas sépticas. Fuente: WHO/UNICEF Joint Monitoring Program (2004).

## Uso del agua
Según un estudio realizado en 1999 por la Fundación de Investigaciones AWWA el uso residencial del agua en los Estados Unidos es equivalente a más de 1 mil millones de vasos de agua por día. Según el mismo estudio el 58% del agua se usa al aire libre (jardinería, piscinas) y el 42% dentro de la casa. Otras fuentes indican que el uso al aire libre es solo el 25% del total de viviendas que usan el agua. 

Un grifo goteando.

 El uso diario per cápita dentro de una típica vivienda es de 69,3 galones (260 litros). El uso general se divide en las siguientes categorías:
- *Limpieza del cuerpo:
  - Inodoros - 1.7%
  - Baños - 26.7%
  - Regaderas - 16.8%
- *Lavadas:
  - Lavadas de ropa - 21.7%
  - Lavavajillas - 1.4%
- Grifos - 15.7%
- Gotas - 12.7%
- Otro uso doméstico- 2.2%

Estas cifras no incluyen el uso del agua en las oficinas y establecimientos comerciales, lo cual es significativo. En general, el uso del agua per cápita en los Estados Unidos es aproximadamente dos veces más alto que en Europa (véase agua en España, agua en México y agua en el Reino Unido).